# Haškovcova Lhota
Haškovcova Lhota (en allemand : Haschkowetz Lhota) est une commune du district de Tábor, dans la région de Bohême-du-Sud, en Tchéquie. Sa population s'élevait à 73 habitants en 2020.

## Géographie
Haškovcova Lhota se trouve à 18 km au sud-ouest de Tábor, à 40 km au nord de České Budějovice et à 83 km au sud de Prague.
La commune est limitée par Rataje au nord, par Bechyně au sud-est et au sud, et par Radětice à l'ouest.

## Histoire
La première mention écrite du village date de 1477.

## Galerie

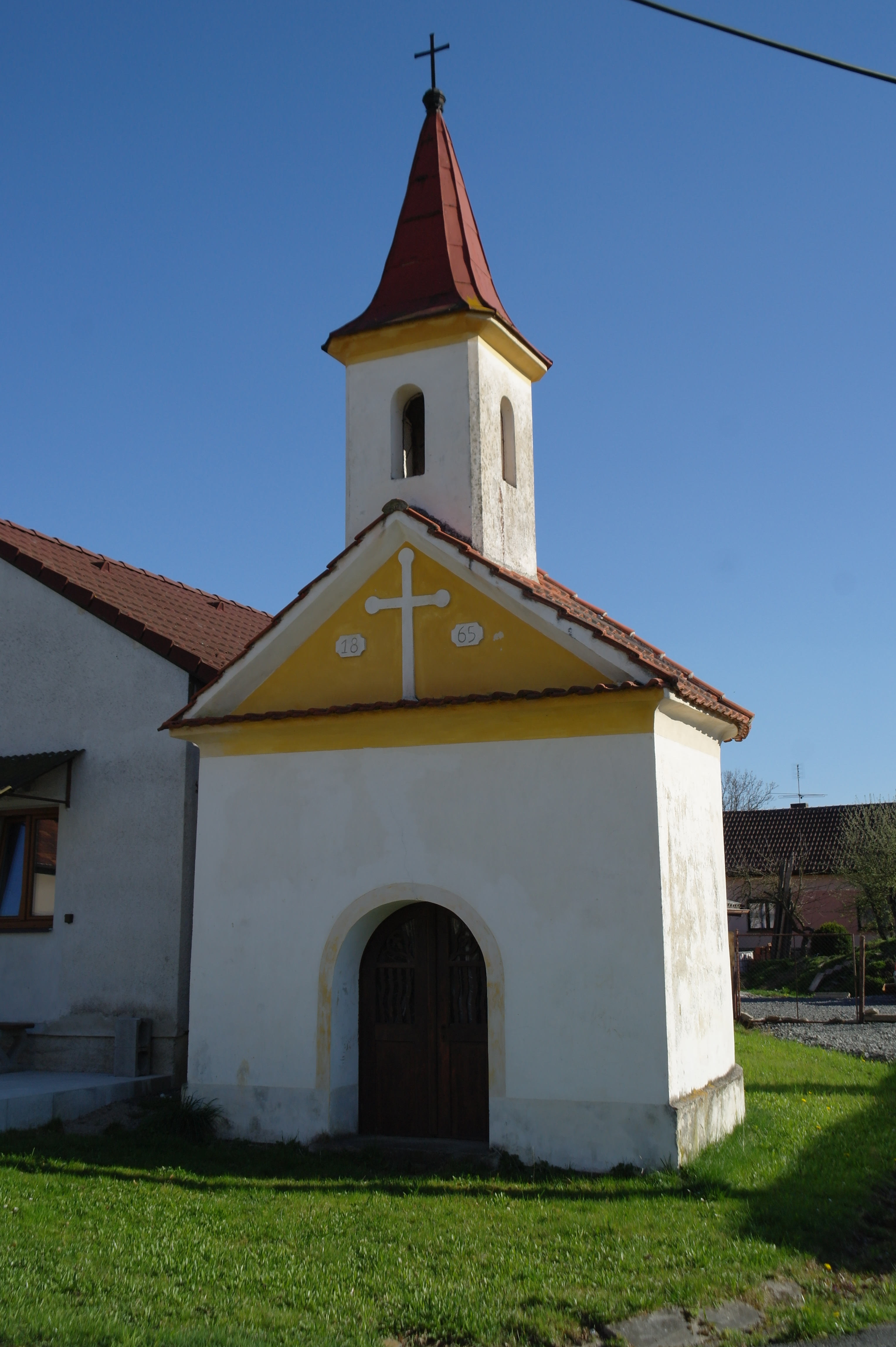
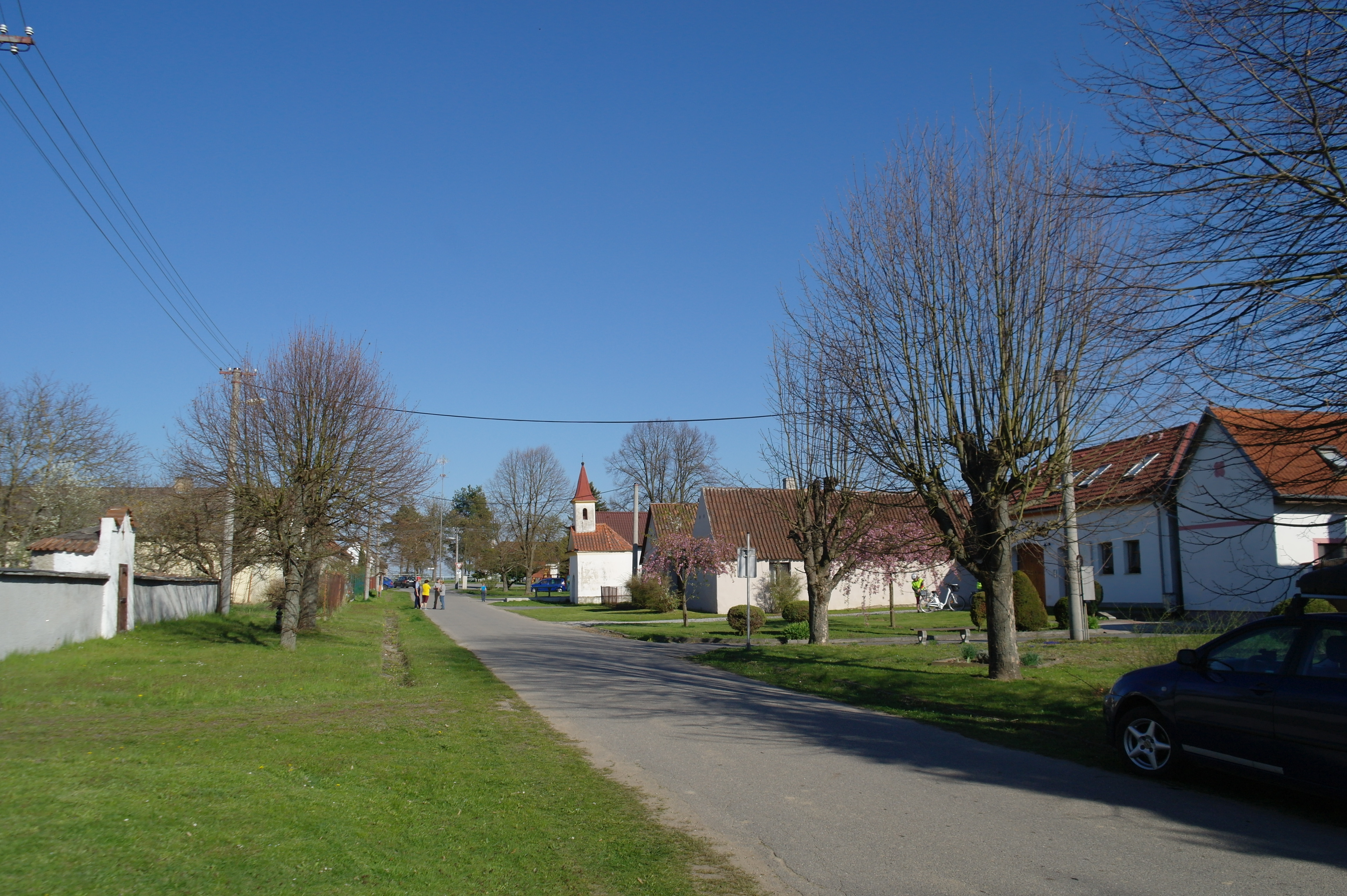
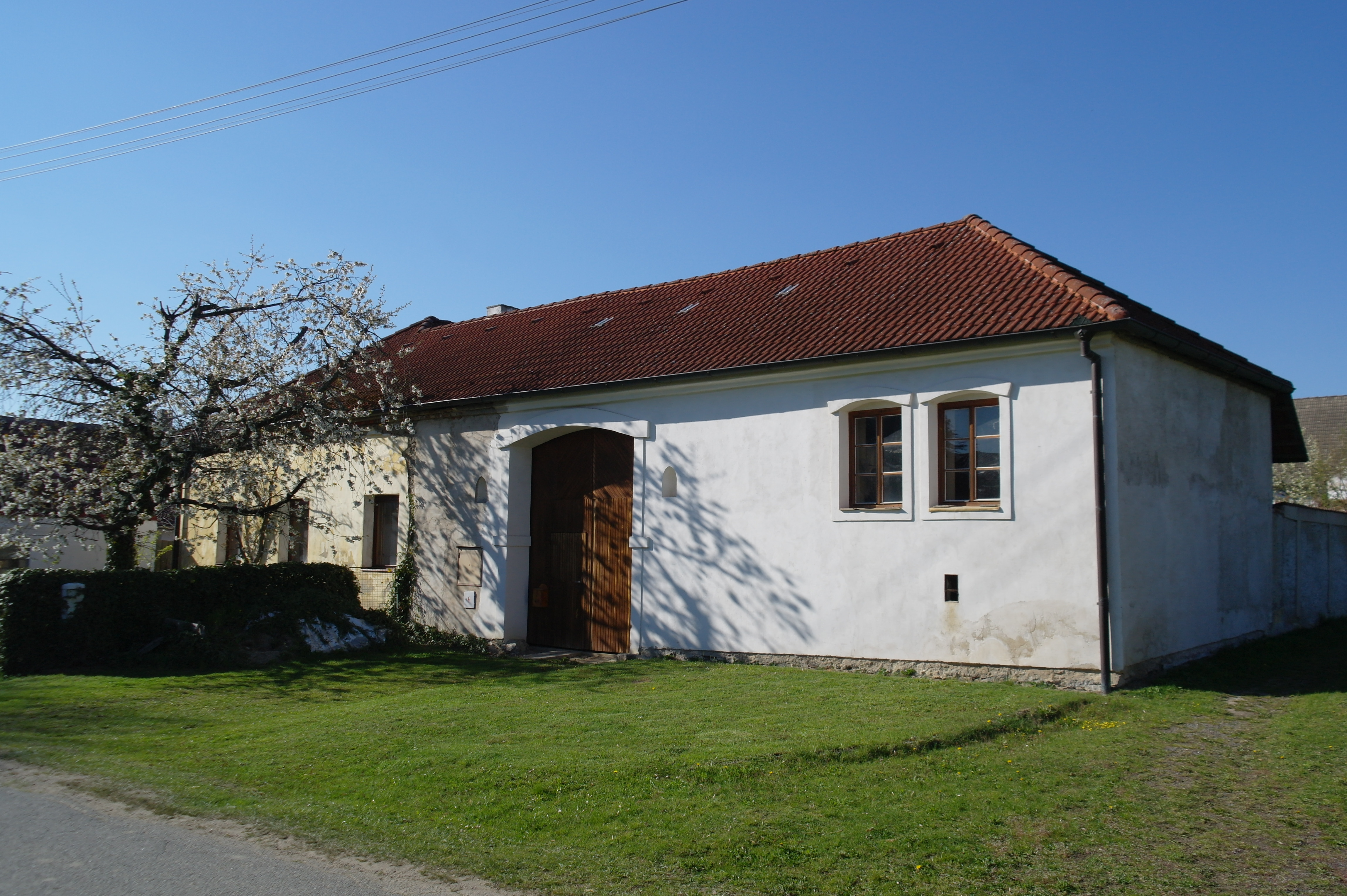
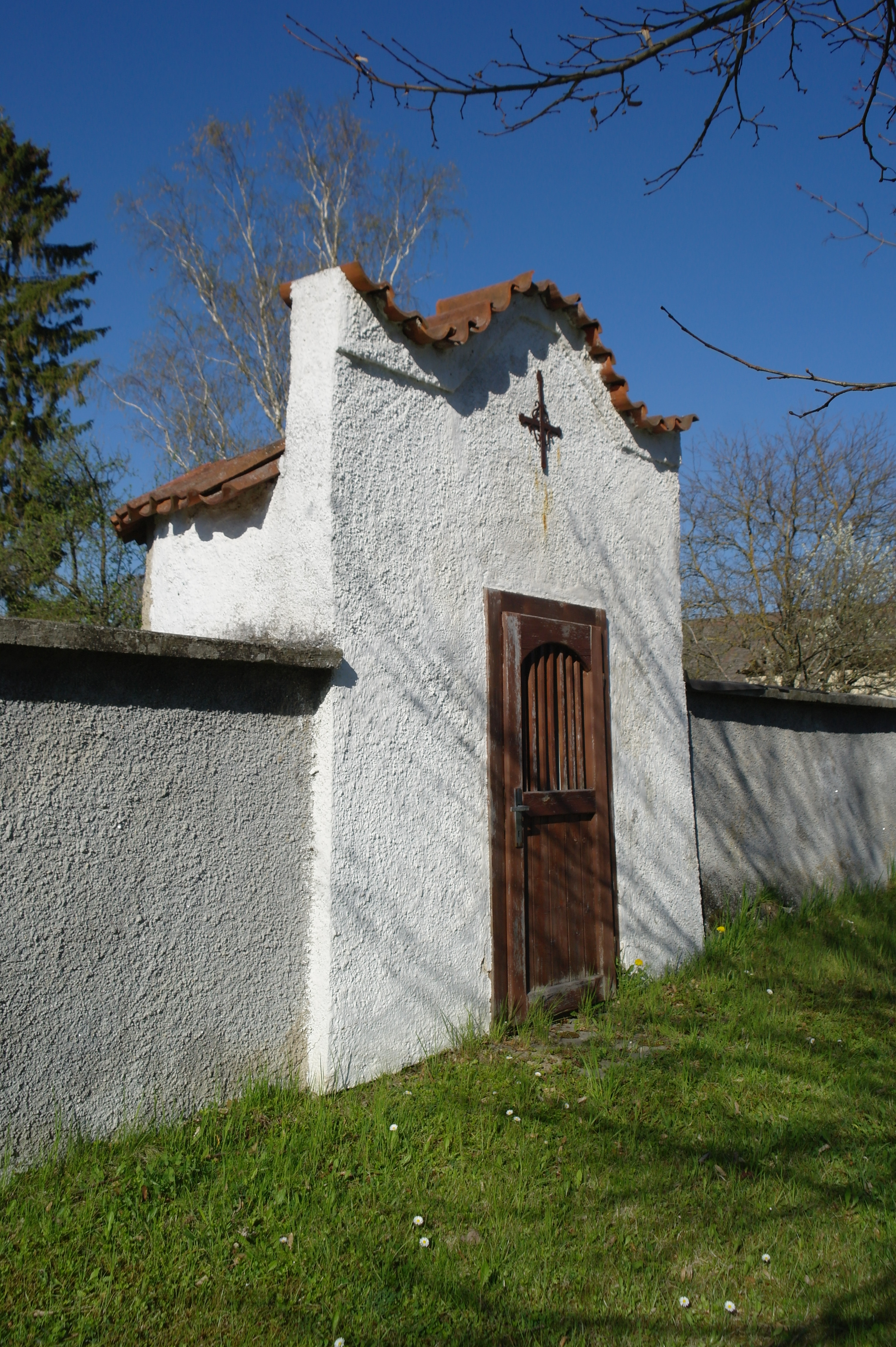